# Estádio Marcolino de Castro
Estádio Marcolino de Castro – stadion piłkarski w Santa Maria da Feira, w Portugalii. Może pomieścić 4667 widzów. Został otwarty w 1962 roku. Swoje spotkania rozgrywa na nim drużyna CD Feirense.